# ساتشا زاكارياس
ساتشا زاكارياس (بالسويدية: Sascha Zacharias)‏ هي عارضة وممثلة سويدية، ولدت في 23 فبراير 1979 في ستوكهولم في السويد.

## وصلات خارجية
- الموقع الرسمي
- ساتشا زاكارياس على موقع IMDb (الإنجليزية)
- ساتشا زاكارياس على موقع ألو سيني (الفرنسية)
- ساتشا زاكارياس على موقع أول موفي (الإنجليزية)
- ساتشا زاكارياس على موقع قاعدة بيانات الفيلم (الإنجليزية)
- ساتشا زاكارياس على موقع كينوبويسك (الروسية)